# Cucullia cinnamona
Cucullia cinnamona là một loài bướm đêm trong họ Noctuidae.